# ち
ち або チ (/ti/; МФА: [ʨi]; укр. ті) — склад в японській мові, один зі знаків японської силабічної абетки кана. Становить 1 мору. Розміщується у комірці 2-го рядка 4-го стовпчика таблиці ґодзюон.
Має похідні дзвінкі звуки — ぢ або ヂ (/di/; МФА: [ʥi]; укр. дзі).

## Короткі відомості

### Опис
Фонема сучасної японської мови. Складається з одного ясенного приголосного звука та одного неогубленого голосного переднього ряду високого піднесення /і/ (い). Приголосні бувають різними залежно від типу.
| Глухий ясенно-піднебінний африкат:   |  | /t/ → | ち | [t͡ɕi] | (основний звук)                               |
| Дзвінкий ясенно-піднебінний щілинний |  | /d/ → | ぢ | [ʑi]  | (похідний звук; в середині слова)             |
| Дзвінкий ясенно-піднебінний африкат: |  | /d/ → | ぢ | [d͡ʑi] | (похідний звук; на початку слова і перед /N/) |

При додаванні голосного [і] до знаків кани рядка い, зазвичай, відбувається явище палаталізації. Проте у випадку додавання [і] до [t] та [d], замість палаталізації відбувається перетворення їх у нові звуки — [t͡ɕ] та [ʑ] • [d͡ʑ]. Відповідно, ち записується в транскрипції МФА як [t͡ɕi], а не палаталізований [tʲ]; в свою чергу ぢ передається як [ʑi] • [d͡ʑi], а не палаталізований [dʲ].
До XII століття ち і ぢ вимовлялися як [ti] та [di]. У середньовіччі ці звуки поступово еволюціонували в [t͡ɕi] та [ʑi] • [d͡ʑi].
У сучасній японській мові використання ぢ обмежене. Замість нього на письмі, переважно, вживається じ.

### Порядок
Місце у системах порядку запису кани:
- Порядок ґодзюону: 17.
- Порядок іроха: 8. Між と і り.

### Абетки
- Хіраґана: ち

Походить від скорописного написання ієрогліфа 知 (ті, знання).
- Катакана: チ

Походить від скорописного написання ієрогліфа 千 (ті, тисяча).
- Манйоґана: 知 • 智 • 陳 • 千 • 乳 • 血 • 茅

### Транслітерації

#### ち
- Кирилиця:
Система Поліванова: ТІ (ті).
Альтернативні системи: ТІ (ті), ЧІ (чі), ЦІ (ці).
- Латинка
Система Хепберна: CHI (chi).
Японська система: TI (ti).
JIS X 4063: ti, chi
Айнська система: TI (ti).

#### ぢ
- Кирилиця:
Система Поліванова: ДЗІ (дзі).
Альтернативні системи: ДЗІ (ді), ЗІ (зі), ДЖІ (дзі), ЖІ (жі).
- Латинка
Система Хепберна: JI (ji).
Японська система: ZI (zi).
JIS X 4063: di
Айнська система: ZI (zi).

### Інші системи передачі
- Шрифт Брайля:
| ●－ ●● ●－ |
- Радіоабетка: ТІдорі но ТІ (ちどりのチ; «ті» пісочника)
- Абетка Морзе: ・・－・